# San Francisco Paxtlahuaca
San Francisco Paxtlahuaca är en ort i Mexiko.   Den ligger i kommunen San Agustín Atenango och delstaten Oaxaca, i den sydöstra delen av landet, 240 km sydost om huvudstaden Mexico City. San Francisco Paxtlahuaca ligger 1 306 meter över havet och antalet invånare är 368.
Terrängen runt San Francisco Paxtlahuaca är huvudsakligen kuperad, men åt nordost är den bergig. San Francisco Paxtlahuaca ligger nere i en dal. Runt San Francisco Paxtlahuaca är det ganska glesbefolkat, med 21 invånare per kvadratkilometer. Närmaste större samhälle är San Sebastián del Monte, 10,5 km norr om San Francisco Paxtlahuaca. I omgivningarna runt San Francisco Paxtlahuaca växer huvudsakligen savannskog.